# منخفض الثرثار

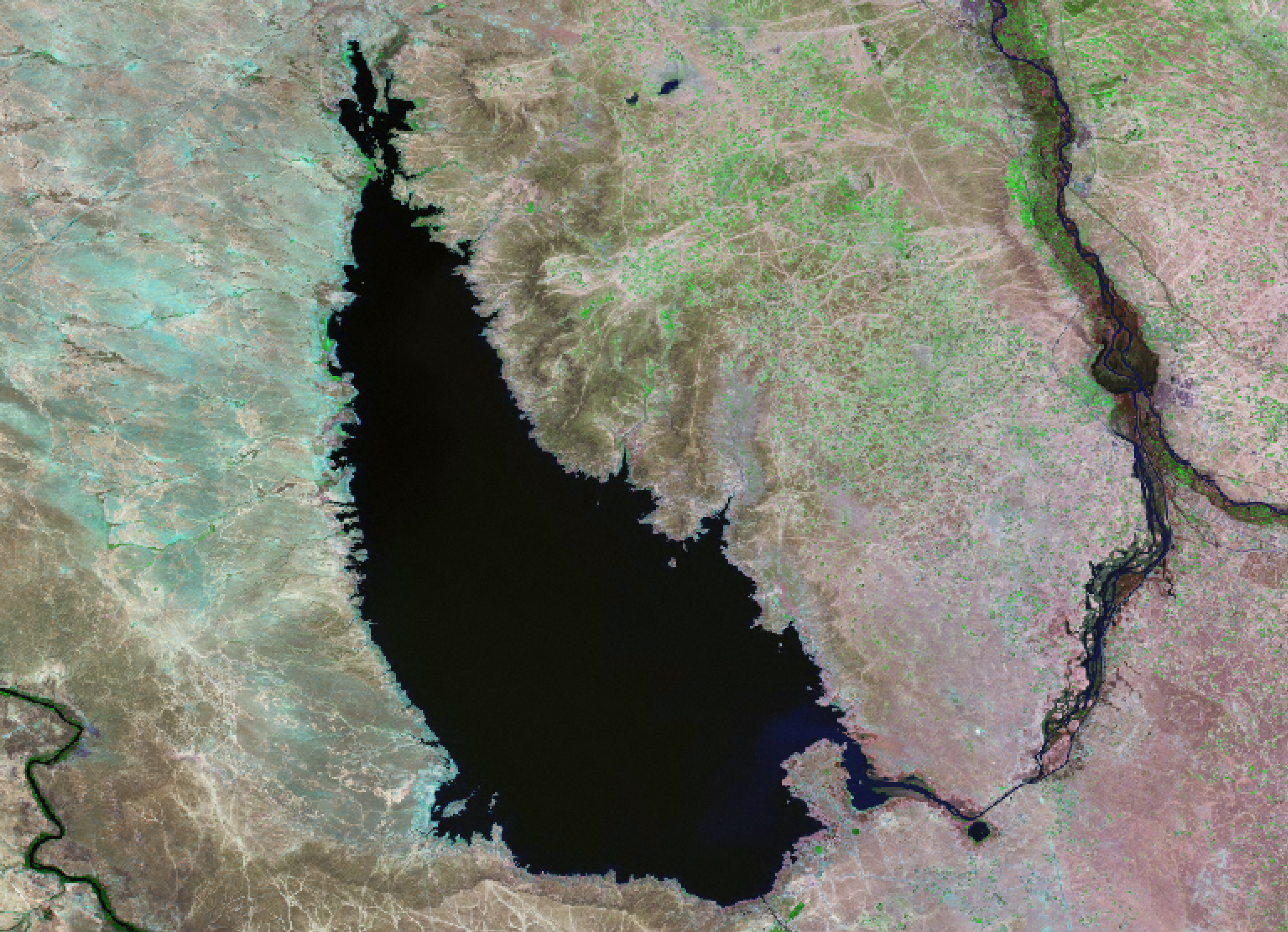
صورة أقمار صناعية لبحيرة الثرثار عام 1990

يقع منخفض الثرثار في العراق شمال غرب محافظة تكريت وشمال محافظة الأنبار ؛ وهو من أكبر المنخفضات الطبيعية في العراق.
وقد استخدم منذ سنة 1956م لخزن الفائض من مياه دجلة أيام الفيضان عن طريق قناة تحويل تبدأ عند سد سامراء عند مدينة سامراء الذي أُنشئ عام 1955 م، وربط منخفض الثرثار فيما بعد بنهري دجلة والفرات، وبذلك أصبح بالإمكان إعادة كميات وافية من مياه الري إلى النهرين كلما دعت الحاجة إلى ذلك صيفا. كما يوجد في العراق خزانات مياه طبيعية أخرى مثل منخفض الحبانية ومنخفض الرزازة ومنخفض ساوة.

## بحيرة الثرثار
تقع على بعد 120 كم شمال غربي بغداد بين نهري دجلة والفرات، وتبلغ مساحتها 2710 كم2 كما يبلغ أعلى منسوب للخزن 65 م وحجم الخزن بهذا المنسوب 85.59 مليار م3, والمنسوب التشغيلي 65 ـ 40 م وحجم الخزن بهذا المنسوب 85.59 مليار م3, ومساحة الخزن الميت 40م وحجم الخزن بهذا المنسوب 35.18 مليار م3 والخزن الحي يبلغ 85.59 م3 في حالة امتلاء الخزان إلى أعلى منسوب وهو 65 م.

## منشآت بحيرة الثرثار

### ناظم سامراء
تاريخ الإنشاء سنة 1956، عدد البوابات 17 بوابة بأبعاد (12 - 4.5) م، ومنسوب العتبة 58 م ومنسوب المقدم (الأقصى 69 م، الاعتيادي 68 م) والتصريف التصميمي 7000 م3/ ثا، والتصريف المرصد (الأقصى 3100، الأدنى 200) م3/ ثا.

### ناظم الثرثار
تاريخ الإنشاء سنة 1956، عدد البوابات 34 بوابة بأبعاد (12- 6.5) م، منسوب العتبة 63 م ومنسوب المقدم (الأقصى 69 م، الاعتيادي 68 م)، والتصريف التصميمي 8500 م3/ثا، والتصريف المرصد (الأقصى 8500 م3/ ثا، الأدنى)

### ناظم مخرج الثرثار الرئيسية
تاريخ الإنشاء سنة 1976، عدد بواباته 6 بوابات أبعادها (6 ـ 8) م، منسوب العتبة 40 م، منسوب المقدم (الأقصى 65 م، الاعتيادي متغير)، والتصريف التصميمي 1100 م3/ ثا، التصريف المرصد (الأقصى 980 م3/ ثا، الأدنى).

### ناظم التقسيم الأول (الفرات)
تاريخ الإنشاء سنة 1976، عدد بواباته 4 بوابات أبعادها (12 ـ 9.5) م، منسوب العتبة 38.50 م، منسوب المقدم (الأقصى 47 م، الأدنى متغير)، والتصريف التصميمي له 500 م3/ثا، والتصريف المرصد (الأعلى 200، الأدنى 10) م3/ثا.

### ناظم التقسيم الثاني (دجلة)
تاريخ الإنشاء سنة 1981، عدد بواباته 4 بوابات أبعادها (8 * 7.2) م، ومنسوب العتبة 40 م، ومنسوب المقدم (الأقصى 47 م, الاعتيادي متغير)، التصريف التصميمي 600 م3/ثا، التصريف المرصد (الأقصى 200، الأدنى 10) م3/ثا.

### ناظم الشلالة (دجلة)
تاريخ الإنشاء سنة 1981، عدد بواباته 4 بوابات، أبعادها (8 - 7.2) م، منسوب العتبة 37.15 م، منسوب المقدم (الأقصى 45، الاعتيادي متغير)، والتصريف التصميمي 600 م3/ ثا، والتصريف المرصد (الأقصى 200، الأدنى 10) م3/ ثا.
وتعد من أكبر بحيرات العالم الاصطناعية خزانات المياه.

### سد الثرثار
أنشئ سد الثرثار على نحو كامل عام 1985